# Udo IV. von Straßburg
Udo IV. von Straßburg auch Utho, Uto (teilweise wird er auch als III. gezählt) (gestorben 965) war von 950 bis 965 Bischof von Straßburg.

## Leben
Er stammte aus dem Geschlecht der Konradiner. Er war Sohn des Grafen Udo I. von der Wetterau und der Tochter des Grafen Heribert I. von Vermandois aus dem Haus der Karolinger.
Otto I. setzte ihn als Bischof von Straßburg ein.
Er hat die Kirchenzucht in seinem Bistum erneuert und nahm 952 an einer Kirchenversammlung in Augsburg teil. Er förderte die bestehenden Schulen und gründete neue. Er hat die Bibliothek des Straßburger Münsters erneuert und ausgebaut. Er selbst hat sich als Autor betätigt und eine Vita des Bischofs Arbogast von Straßburg verfasst. Auch eine Vita des heiligen Amandus von Straßburg, der im 4. Jahrhundert erster Bischof von Straßburg gewesen sein soll, wird ihm zugeschrieben.
Zu seiner Zeit wurden dem Bistum bedeutende Schenkungen gemacht und der Bischof selbst übergab 961 der Straßburger Kirche bedeutende Besitzungen seiner Familie. Er blieb stets Anhänger des Königs.
Otto I. war bestrebt die Verbindungen zwischen seinen Besitzungen am mittleren Rhein und den Pässen über die Alpen zu sichern. Daher verdrängte er die von den Etichonen abstammenden Grafen des Elsass und förderte das Bistum Straßburg. Auf Bitten Udos wurde 953 dem Bistum anlässlich einer Fürstenversammlung, die im Machtbereich Udos stattfand, die schon früher gewährte Zollbefreiung erneuert.
Udo von Straßburg hat Otto 961 nach Italien begleitet und er nahm 962 an der Kaiserkrönung in Rom teil. Er war Zeuge als Otto den Päpsten die Rechte über das Dukat Rom und ihre anderen weltlichen Besitzungen bestätigte.